# Csanak István
Csanak István (Újfehértó, 1894. – Budapest, 1970.) hivatalnok. 

## Élete
A Csanak család felmenői egy derecskei féljobbágyi családból származtak. Csanak István nagyapja, Csanak József azonban már alighanem Debrecen leggazdagabb polgára volt, alapítványának köszönhető Debrecen legtöbb kulturális intézményének létrejötte. 
Csanak István a Debreceni Református Kollégium Főgimnáziumában tanult. 1912-ben érettségizett. Édesapja tanári pályára irányította volna, de ő inkább a közgazdasági pálya iránt érdeklődött.
Gimnáziumi tanulmányai után egy iskolai jutalom elnyerése folytán és édesapja támogatásával nyugat-európai tanulmányútra indult. A nyári vakációban Angliában megismerkedett az angol cserkészettel, amely mély benyomást tett rá. 1912-ben mint huszár önkéntes katonai szolgálatot teljesített. 1912-14-ben beiratkozott a Kölni Kereskedelmi Akadémiára, diplomát azonban az első világháború miatt nem szerezhetett. 1914-ben behívták katonai szolgálatra. Négy évi szolgálat után tartalékos főhadnagyi ranggal leszerelt. Hét évet gazdálkodott apja birtokán, ahol a tanyasi iskola nagyobb gyerekeivel konyha- és virágkertészeti szövetkezetet alapított. 
1927-ben beköltözött Debrecenbe, ahol a Magyar Országos Központi Takarékpénztár debreceni fiókjánál bankgyakornoki állást kapott. 
1928-ban Debrecen több iskolájában elindította az Iskolabankot, mint Ifjúsági Takarékossági Egyesületet, amely kilenc iskolában sikeresen működött. Ennek alapján 1929-ben javaslatot nyújtott be a Vallás- és Közoktatásügyi Minisztériumba, a takarékoskodás általa bevezetett módszerének országos elterjesztéséről. A javaslat megbukott azzal az indokkal, hogy a debreceni mozgalom anyagias gondolkodással fertőzi meg fiatalságunk lelkét. 
Közel tízéves kényszerszünet után fordulatot hozott koncepciójának megvalósításában Zsindelyné Tüdős Klára, Csanak István gyermekkori pajtásának közbenjárása, akinek férje Zsindely Ferenc Teleki Pál kultuszminiszter államtitkára volt. Teleki Pál kívánságára újraindult a mozgalom, kísérletképpen minden tankerület egy-két iskolájában: összesen 30 iskolában. Az eredmények alapján megalakult a Diákkaptár mozgalom, amelynek az első időben Csanak István főtitkára, majd a mozgalom szövetséggé alakulását követően ügyvezető igazgatója volt.
Budapest ostroma idején Csanak István vezetésével a szövetség közellátási feladatokra mozgósított, kapcsolatot alakított ki a svéd követséggel, s menekülteket, többek között a Zsindely-Tüdős házaspár által bújtatottakat segített.
A háború után 1947-ben a szövetség újjáalakult, s annak 1948-s megszüntetéséig Csanak István ismét ügyvezető elnöke volt, majd beválasztották az ifjúsági mozgalmakat „integráló” Magyar Diákok Nemzeti Szövetségének elnökségébe, de a Diákkaptár működése ezzel megszűnt.
Csanak István fordulat évétől csapos volt a Hold utcai vásárcsarnok melletti vendéglőben. Több újítással, kisérlétezéssel foglalkozott, 1949. benyújtotta Újítás a gyapjútermelés fokozása érdekében c. tanulmányát.
1950-ben a gyapotcserje meghonosításával, fagyvédelmével kísérletezett a Gyapotcserje Termelési Nemzeti Vállalat debreceni kísérleti telepén.
1952-56 között a Helvécia Állami Gazdaság szőlészeti – kísérleti telepén dolgozott.
1956-tól 1963-ig az Izsáki Állami Gazdaságban tudományos kutató volt, innen ment nyugdíjba.
1970-ben hunyt el Budapesten.
Két leánya volt, Dóra és Eszter. F. Csanak Dóra irodalomtörténész, könyvtáros, műfordító, volt, aki feldolgozta a Csanak család egyes korabeli dokumentumait. 